# Kyle Clemons

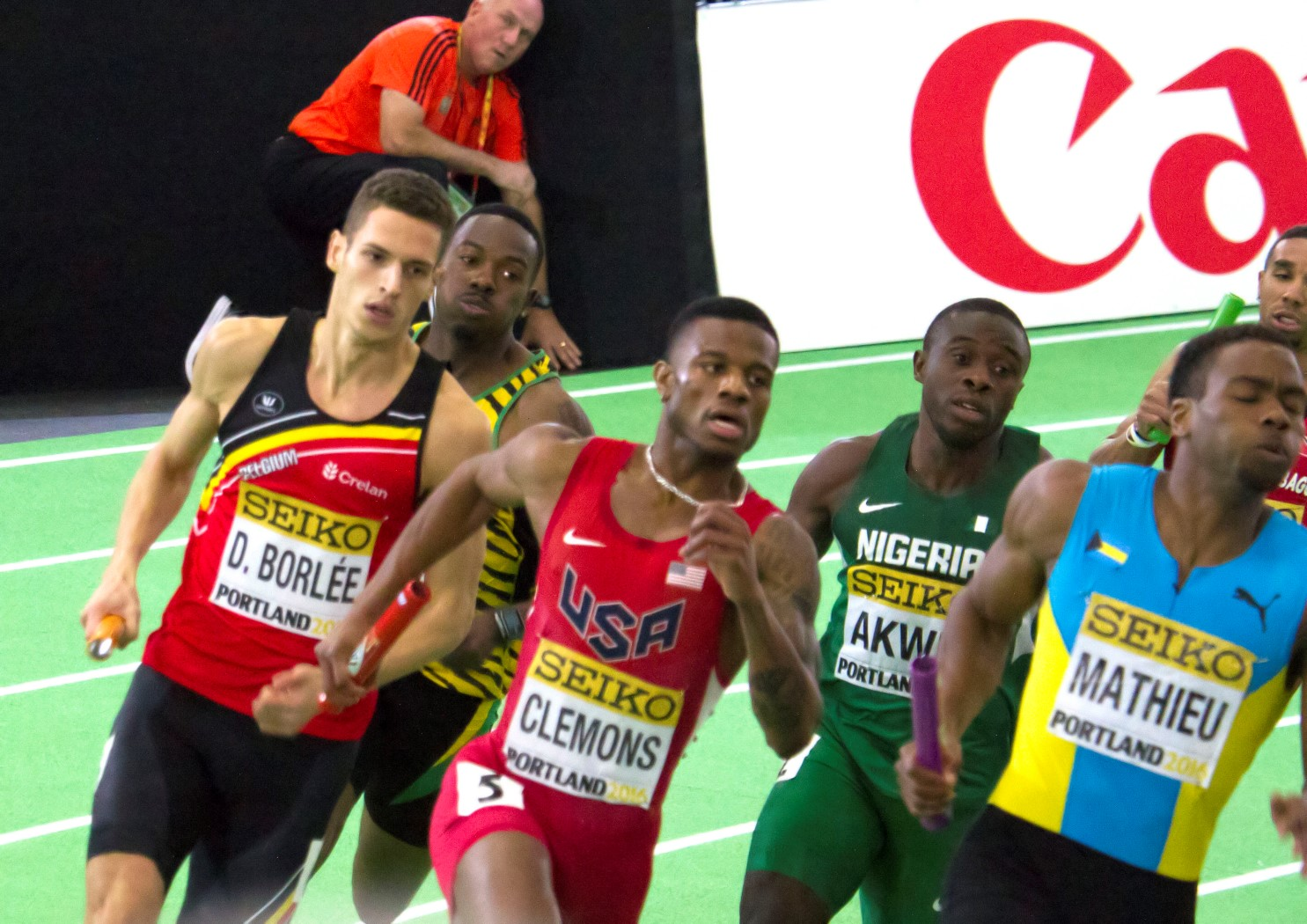
Im Nationaltrikot bei den Hallenweltmeisterschaften 2016

Kyle Clemons (* 27. August 1990) ist ein US-amerikanischer Sprinter, der sich auf den 400-Meter-Lauf spezialisiert hat.
Bei den Hallenweltmeisterschaften 2014 in Sopot gewann er Bronze über 400 Meter. In der 4-mal-400-Meter-Staffel siegte das US-Quartett in der Besetzung Clemons, David Verburg, Kind Butler III und Calvin Smith in der Hallenweltrekordzeit von 3:02,13 min.
2015 holte er bei den Panamerikanischen Spielen in Toronto Bronze im Einzel- und im Staffelbewerb. Bei den Weltmeisterschaften in Peking trug er mit seinem Einsatz im Vorlauf zum Sieg der US-Mannschaft in der 4-mal-400-Meter-Staffel bei.
2014 wurde er US-Hallenmeister.

## Persönliche Bestzeiten
- 400 m: 44,84 s, 23. Juli 2015, Toronto
  - Halle: 45,60 s, 23. Februar 2014, Albuquerque